# Zawady (Wólka Pracka)
Zawady – przysiółek wsi Wólka Pracka w Polsce położona w województwie mazowieckim, w powiecie piaseczyńskim, w gminie Piaseczno.
W latach 1975–1998 miejscowość administracyjnie należała do województwa warszawskiego.